# Rzepień pospolity
Rzepień pospolity (Xanthium strumarium L.) – gatunek rośliny należący do rodziny astrowatych. Gatunek kosmopolityczny, występujący obecnie na całym niemal świecie. Rodzimy obszar jego występowania obejmował wszystkie kontynenty półkuli północnej, ale został zawleczony i aklimatyzował się także na większości obszarów półkuli południowej. W wielu miejscach świata stał się chwastem. W Polsce jest przypuszczalnie archeofitem znanym od późnej epoki brązu lub nawet gatunkiem rodzimym występującym na stanowiskach synantropijnych (apofitem). Występuje niezbyt licznie, głównie w cieplejszych rejonach kraju.
W szerokim ujęciu systematycznym tego gatunku zaliczane są tu wszystkie niecierniste rzepienie.

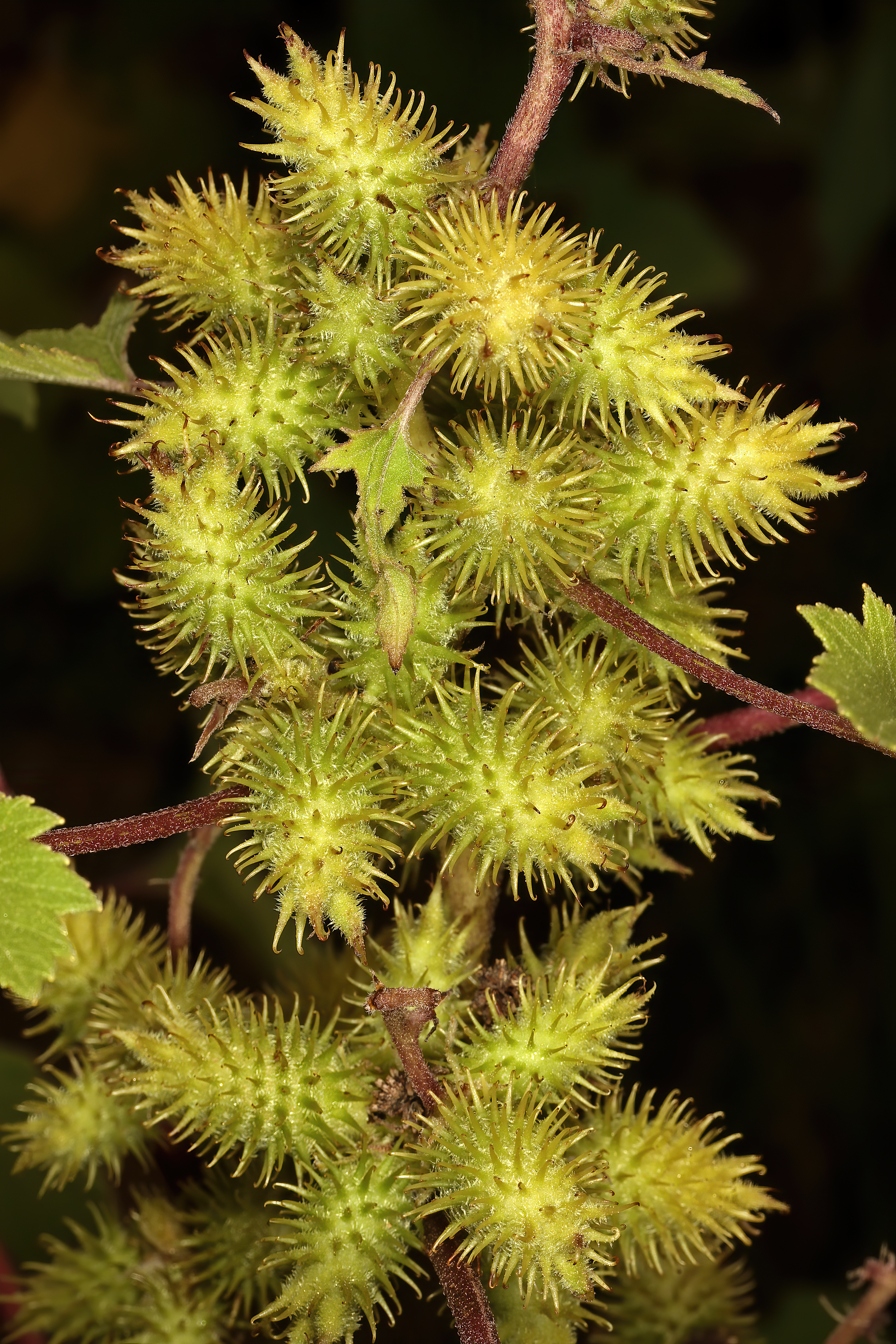
Owoce

## Morfologia
ŁodygaZielona, wzniesiona, rozgałęziająca się, słabo kanciasta, krótko owłosiona, bez cierni. Osiąga wysokość 20–130 cm.
LiścieDługoogonkowe, w zarysie trójkątne, trójklapowe lub bez klap, grubo i nieregularnie piłkowane. Nasada blaszki jest ucięta lub sercowata. Liście są dość sztywne, z obu stron owłosione i szarozielone.
KwiatyZebrane w szarozielone koszyczki, przy czym kwiatostany męskie są drobne, kuliste i skupione na szczytach pędów. Kwiatostany żeńskie wyrastają na krótkich szypułkach skupione po kilka lub są siedzące w górnej części pędu. Ich okrywa jest wąsko jajowata, o długości zwykle do 1,5 cm, miękko owłosiona i pokryta zagiętymi na szczycie cierniami. Ciernie te są krótsze od połowy średnicy okrywy. Na szczycie okrywy znajdują się dwa krótkie dzioby zakończone ostrym kończykiem różnie ułożone względem siebie (prosto wzniesione, rozchylone lub zagięte ku sobie). Wewnątrz okrywy rozwijają się dwa kwiaty pozbawione korony.
Gatunek podobnyRzepień włoski Xanthium orientale różni się żółtą barwą koszyczków z kwiatami żeńskimi, na których ciernie są podobne lub dłuższe od połowy grubości okrywy. Okrywy koszyczków u tego gatunku osiągają ponad 1,5 cm długości, włoski je okrywające są sztywne, a wieńczące je dzioby są zwykle łukowato zagięte; łodygi są czerwono lub fioletowo nabiegłe. Poza tym rośliny tego gatunku są aromatyczne, podczas gdy rzepień pospolity jest bezwonny.

## Biologia i ekologia
Roślina jednoroczna. Kwitnie od lipca do października.
Rośnie często na glebach kamienistych i piaszczystych. Zajmuje siedliska ruderalne: tereny kolejowe, przydroża, nieużytki, rumowiska, rośnie także jako chwast w ogrodach, rzadziej niż rzepień włoski rośnie na brzegach rzek. W klasyfikacji zbiorowisk roślinnych gatunek charakterystyczny dla Ass. Xanthietum strumarii. 
Roślina trującaSzczególnie toksyczne są nasiona i rośliny w początkowej fazie wzrostu. Zawierają one m.in. ksantyninę, alkaloidy i glikozyd ksantostrumarynę. Trujące są dla bydła domowego, owiec, kur, a szczególnie dla młodych świń. Objawy występują szybko po spożyciu roślin w postaci: nudności, wymiotów, osłabienia akcji serca, spadku temperatury, czasem drgawek i w końcu śmierci.

## Zmienność
Tworzy mieszańce z rzepieniem włoskim.

## Zastosowanie

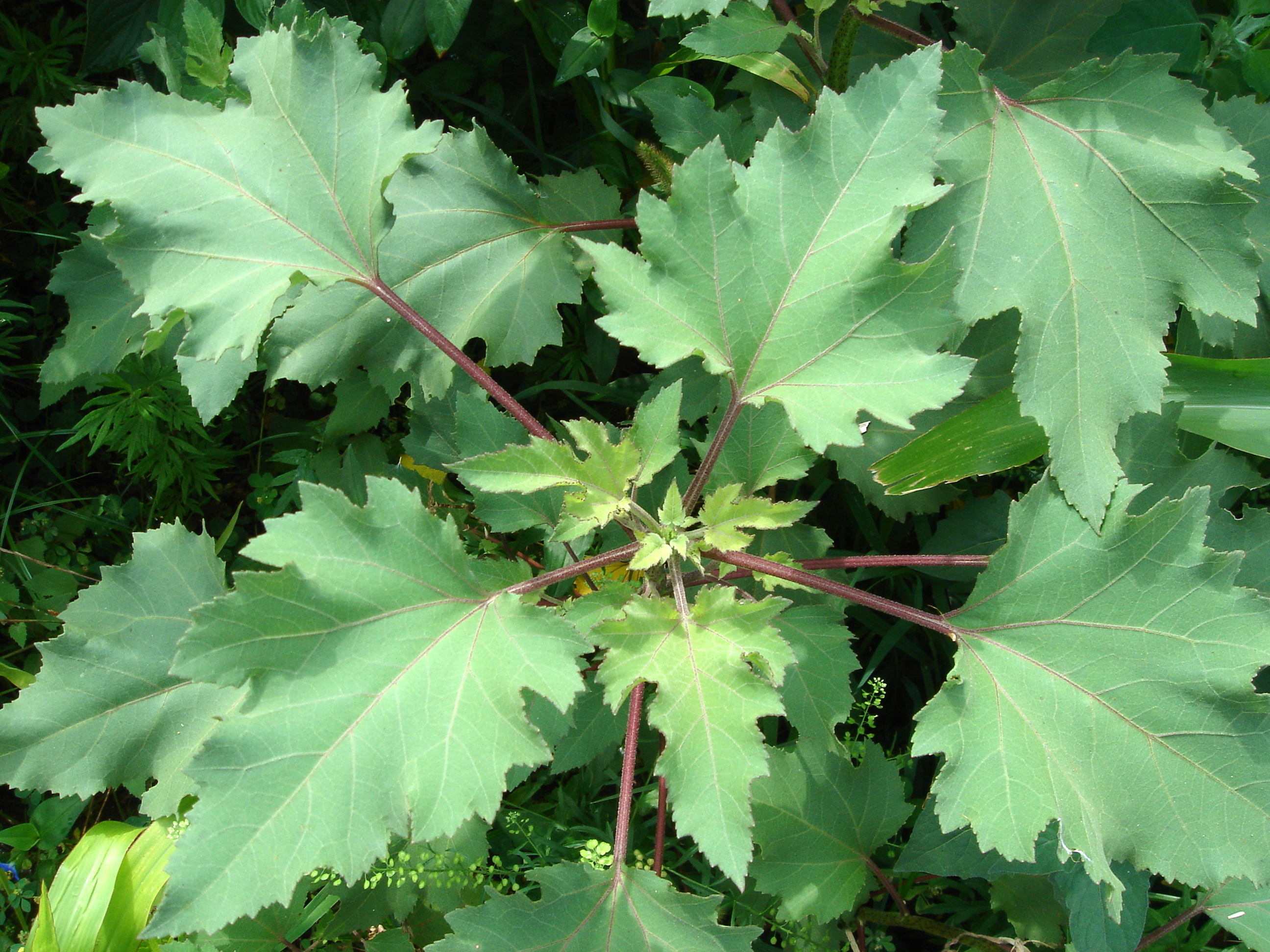
Liście

Surowiec z rzepienia pospolitego był wykorzystywany w ziołolecznictwie co najmniej od czasów dynastii Tang. W medycynie ludowej rzepień pospolity jest stosowany zewnętrznie m.in. na stany zapalne skóry i wewnętrznie na biegunkę. W badaniu in vitro wykazano, że ekstrakt z kwitnących pędów rzepienia pospolitego jest silnym inhibitorem rozwoju przecinkowca cholery (w języku rumuńskim roślina była nazywana zwyczajowo hóleră).
Korzeń wykorzystywany był do barwienia tkanin na żółto.